# مبدل ای‌سی به ای‌سی

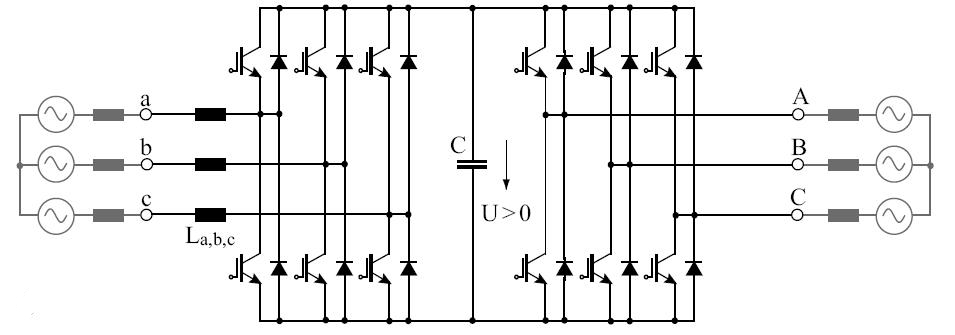
توپولوژی یک مبدل AC به AC

مبدل AC به AC (انگلیسی: AC/AC converter) مبدل الکتریکی است که یک جریان متناوب با فرکانسی خاص را به جریان متناوبی با یک فرکانس دیگر تبدیل می‌کند. سیکلوکانورترها و مبدل‌های ماتریسی از اقسام مبدل‌های AC به AC هستند.
از این مبدل در کاربردهایی مانند محرکه‌های الکتریکی، خط انتقال|خطوط انتقال AC، منبع تغذیه بدون وقفه و در سیستم‌های انرژی تجدیدپذیر استفاده می‌شود.
برای کانورترهایی که قرار است ولتاژ متناوب را از یک فرکانس و ولتاژ خاص به یک ولتاژ و فرکانس دلخواه برسانند تیپ‌های مختلفی از کانورترها وجود دارد که اهم آن‌ها را می‌توان از موارد زیر یاد کرد:
1. تبدیل غیر مستقیم ac-ac که برای مثال شامل رکتیفایر،لینک dc،اینورتر می‌باشد.
2. سیکلو کانورتر
3. کانورترهای ماتریس
4. کانورترهای ماتریس مختلط

برای کانورترهایی که با لینک dc کار می‌کنند می‌توان دو دسته زیر را متصور بود:
- کانورتر VSI(اینورتر منبع ولتاژ )که رکتیفایر آن شامل یک پل دیودی و لینک dc آن شامل خازن خواهد بود.
- کانورتر CSI(اینورتر منبع جریان )که رکتیفایر آن شامل یک پل دیودی و لینک dc آن شامل یک یا دو سلف سری که روی پایه‌ها ی ارتباط دهنده ی رکتیفایر و اینورتر است خواهد بود.

مقدار یا اندازه ی لینک dc تحت تأثیر المان ذخیره ی انرژی یعنی خازن در لینک dc ولتاژ و یک لینک dc جریان قرار دارد.

## پایداری
از نقطه نظر پایداری، مبدل برق AC به AC متصل به شبکه نقش مهمی  دارتد. آنها بر پایه الکترونیک قدرت هستند که در نتیجه باعث ایجاد اعوجاج می شوند که به نوبه خود می تواند بر عملکرد شبکه و تجهیزات متصل تأثیر بگذارد. از این رو، برای تجزیه و تحلیل رفتار کلی سیستم، ارزیابی اینکه آیا اینورتر برق نصب شده برای هر شرایط شبکه پایدار می ماند یا خیر، مهم است. که یک نمونه از این تحقیقات در مقاله ارائه شده است.